# ダイナミックドメインネームシステム
ダイナミックドメインネームシステム (Dynamic Domain Name System、ダイナミックDNS、DDNS) は、動的に割り当てられるIPアドレスと、そのホスト名の対応を、動的に登録・管理する仕組みである。その用途・形態から大きく2通りに分けることができる。

## 組織内LANにおけるダイナミックDNS
組織内LAN（社内LAN、学内LANなどのプライベートネットワーク）において、クライアントコンピュータに動的に割り当てられたIPアドレス（通常はプライベートアドレス）と、そのホスト名（コンピュータ名）を動的に登録するものである。

### 経緯
本来TCP/IPネットワークではIPアドレスはすべて静的に割り当てるものであった。しかし、イントラネットの普及に伴い、組織内の多数のクライアントコンピュータにすべて静的にアドレスを割り当てるのは煩雑であることから、DHCPが策定され、IPアドレスの自動割り当てが実現した。
しかし、DHCPで割り当てたIPアドレスはコンピュータ（ホスト名）との対応がとりにくいという問題があった。一般的な運用では、DNSサーバの側でdhcp123.example.co.jpといったようなホスト名を定義するが、これでは同一のコンピュータであっても割り当てられるIPアドレスが変わった場合にはホスト名も変わってしまうので、使いづらい面があった。
そこで、IPアドレスを割り当てられたクライアントコンピュータの側から、自分のIPアドレスとホスト名をDNSサーバに登録することにより、IPアドレスを動的に割り当てながらもホスト名を一定に保つという発想が生まれた。これがダイナミックDNSである。

### 実例
1997年4月にダイナミックDNSの仕様を規定したRFC 2136（Dynamic Updates in the Domain Name System）が制定され、内容の更新が進むと、ダイナミックDNSに対応したDNSサーバソフトやネットワーク機器が登場するようになった。
もっとも一般的なDNSサーバソフトであるBINDも、バージョン9からダイナミックDNSをサポートし、nsupdateというクライアントコマンドでDNSゾーンデータの更新が可能となっている。もちろん、RFC 2136に適合する他の実装からの更新も可能である。
また、マイクロソフトでもWindows 2000 ServerのActive DirectoryにおいてダイナミックDNSを標準機能として取り入れており、クライアントOSのWindows 2000 Professional等ではデフォルトでダイナミックDNSが有効になっている（TCP/IP詳細設定の「この接続のアドレスをDNSに登録する」がオンになっている）。
このため、Windows 2000 Professional等を使っていてもダイナミックDNSを運用していないLAN環境では、この設定を変更してダイナミックDNSを禁止しないと、無駄なトラフィックを発生するだけでなく、DNSサーバのログに大量のエラーが記録されることもあるので、注意が必要である。

## 個人向け常時接続回線におけるダイナミックDNS
ADSLやFTTHなどの、いわゆるブロードバンドインターネット接続による常時接続回線に動的に割り当てられたグローバルIPアドレスを、変更の都度動的にDNSサーバに登録し、一定のドメイン名（ホスト名、FQDN）によるアクセスを可能にする仕組みである。

### 背景
各種サーバなどに一定のドメイン名（ホスト名）によるアクセスが必要となる場合（例えばメールサーバなど）、一般的に、常に固定グローバルIPアドレスで接続する契約をインターネット・サービス・プロバイダ（以下プロバイダ）と結び、特定のIPアドレスにホスト名を結びつけて使用するが、固定IPアドレスが標準の専用線では料金が月額数万円以上かかり、いわゆるブロードバンド回線で固定IPアドレスサービスを申し込むと月額数千から数万円の追加料金がかかるため、利用はほとんどが法人関係に限られていた。
対して、ダイヤルアップ接続やいわゆるブロードバンド接続では、接続の都度DHCPサーバによって動的にグローバルIPアドレスが割り振られるため、特定のドメイン名（ホスト名）とIPアドレスを結びつけるのは困難であった。
しかし、いわゆるブロードバンド回線が普及した2002年頃から、前述の組織内LANで用いられるダイナミックDNSの発想を受けて、ダイナミックDNSサービスを提供するプロバイダが登場し始めた。

### 利用について
主要プロバイダ、専門業者が無料・有料（月額数百円程度）で提供している。独自ドメイン取得業者が付属サービスとして提供している場合もある。使用可能なドメイン名は、提供業者のドメイン名のサブドメイン（dynamic.example.ne.jpのような形式）がほとんどである。業者によっては、利用者が取得した独自ドメイン名をダイナミックDNSに設定できる場合もある。ただし、固定IPアドレスと異なり、IPアドレスからドメイン名を検索する逆引きは不可能なため、用途によっては問題が発生することもある。
なお、このようなタイプのダイナミックDNSでは、組織内LANで用いられるものと異なり、必ずしもRFC 2136を利用する必要がないことから、独自のクライアントプログラムなどで実現しているものもある。

### 用途
- 個人宅での各種サーバ（主にウェブサーバ、ファイルサーバ）稼動
- メールサーバは提供業者のDNSサーバにMXレコードを登録できるサービスがあれば可能であるが、DNSが分散処理システムであり、レコードの更新が瞬時に行われるわけでは無い事に注意する必要がある。信頼性のあるサービスは不可能である上、最近ではDDNSサービスを使用する必要があるようなネットワークではOutbound Port 25 Blockingが行われている場合が存在する事に注意。
- 応答性が良く、コストも低廉な自動化されたサービスであるため、ボットネットや、フィッシング詐欺サイト等の構築に使われる例も多々ある。

### 関連サービス
- ホームIPロケーション - NECのAtermシリーズのホームルーターで提供されている無料の簡易DDNSサービスで、DDNSのように煩雑な登録手続きを行わなくてもホスト名を元に自宅にアクセスすることが可能になる。ルーター内蔵のWake-on-Lan機能の利用や、ポート変換を用いたWebサーバの公開などが行えるが、ホスト名をユーザーが任意に設定できないなど設定の自由度は本格的なDDNSには到底及ばない。あくまで個人が自宅環境にアクセスする用途のみで使用するべきである。

### サービス終了の動き
- 2024年3月 @niftyのDDNSサービス終了[1]
- 2024年5月 BIGLOBEのDDNSサービス終了[2]